# Daum
Daum是韩国最大的门户网站之一，曾開設韩国第一个电子邮件服务网站Hanmail，Daum 於1995年2月成立。除了搜尋和电子邮件服务之外，也提供门户网站的许多服务，如韩文新闻、博客、视频等。至2009年3月，該公司已有约874名员工。
从2021年2月到2023年12月，均观察到该网站被中国大陆的防火长城所屏蔽。

## 历史
- 1995年2月：Daum communication（다음커뮤니케이션）成立。
- 1997年5月：开启最初韩国免费網頁郵件服務「hanmail.net」。
- 1999年5月：开始 Daum cafe（Daum 카페）服务。
- 1999年5月：设立 Daum 门户网站。
- 1999年11月：於韩国证券交易所上市（韩交所：035720）。
- 2001年1月：搜尋服務啟動。
- 2014年5月：宣布与 Kakao 合并[3]。